# Consejo de Estado del Perú (1821-1822)
El Consejo de Estado del Perú fue un organismo consultivo que funcionó entre 1821 y 1822 durante el Protectorado de José de San Martín cuyo objetivo fue sentar la base de una futura monarquía constitucional.

## Historia
El Consejo fue creado el 8 de octubre de 1821 mediante la sección cuarta del Estatuto Provisional que fue la primera ley constitucional del Perú. Según el Estatuto, el Consejo tenía en sus funciones "dar su dictamen al gobierno en los casos de difícil deliberación", pero además el gobierno podía consultar al Consejo sobre materias religiosa, financiera y de relaciones exteriores. 
Los consejeros de Estado fueron los doce siguientes:
- Juan García del Río, ministro de Relaciones Exteriores.
- Bernardo de Monteagudo, ministro de Guerra y Marina.
- Hipólito Unanue, ministro de Hacienda.
- Francisco Javier Moreno y Escandón, presidente de la Alta Cámara de Justicia.
- Pedro José de Zárate, III conde del Valle de Oselle.
- Francisco Xavier de Echagüe, vicario general.
- José Bernardo de Tagle, IV marqués de Torre Tagle.
- José Matías Vásquez de Acuña, VI conde de la Vega del Ren.
- Gaspar de Quijano-Velarde, I conde de Torre Velarde.
- Juan Gregorio de Las Heras, jefe del Estado Mayor.
- Rudecindo Alvarado, jefe del Ejército Unido.
- José de la Riva Agüero, presidente del Departamento de Lima.

Todos ellos ostentaron el tratamiento de Excelencia y los consejeros de libre elección, los cuatro con títulos españoles, fueron denominados títulos del Perú.

## Galería

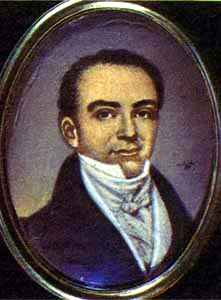
Juan García del Río
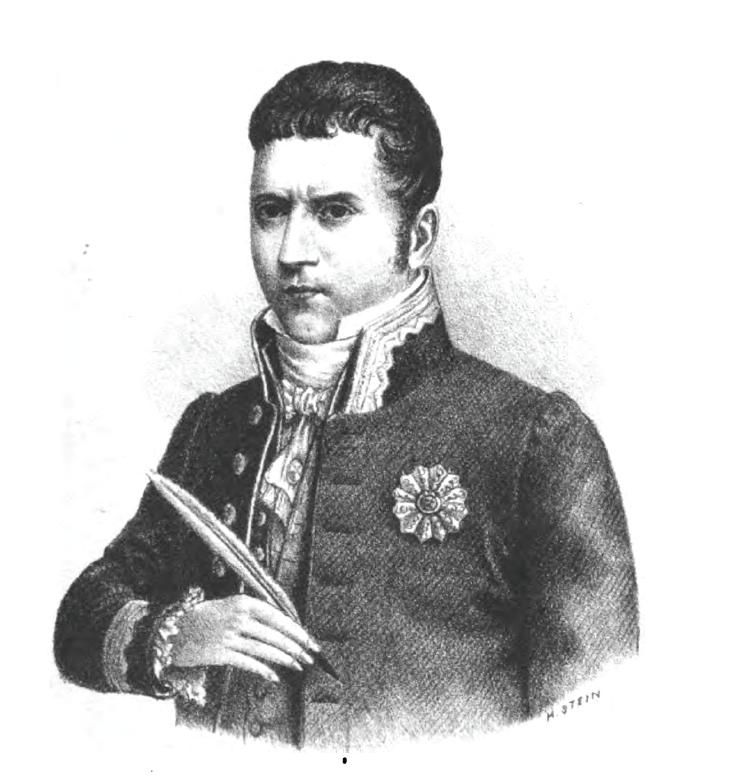
Bernardo de Monteagudo
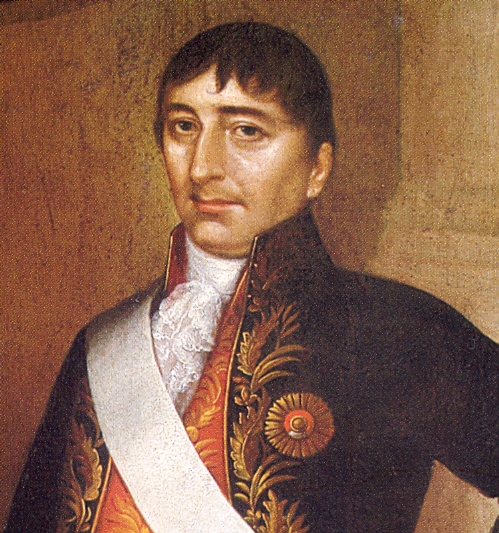
Hipólito Unanue
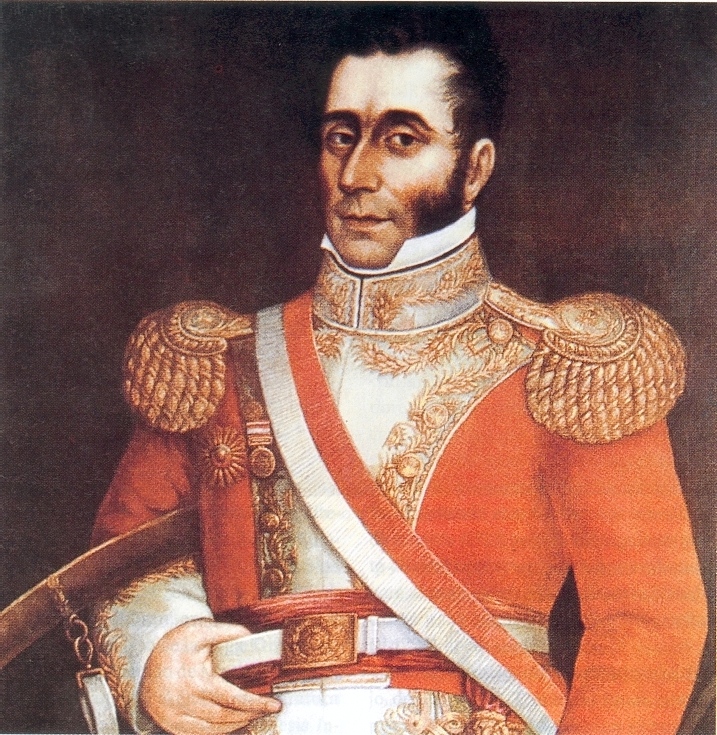
José Bernardo de Tagle
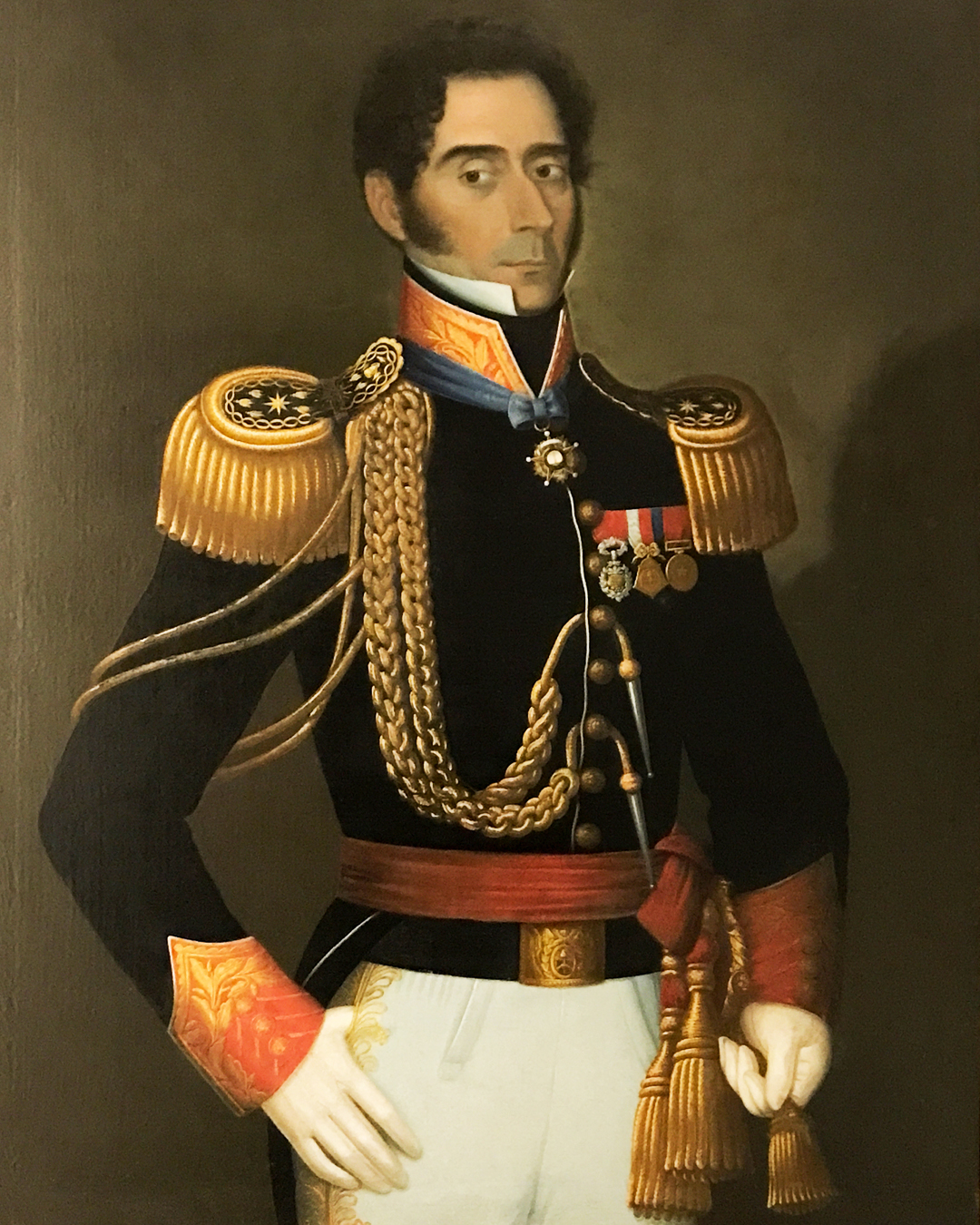
Juan Gregorio de Las Heras
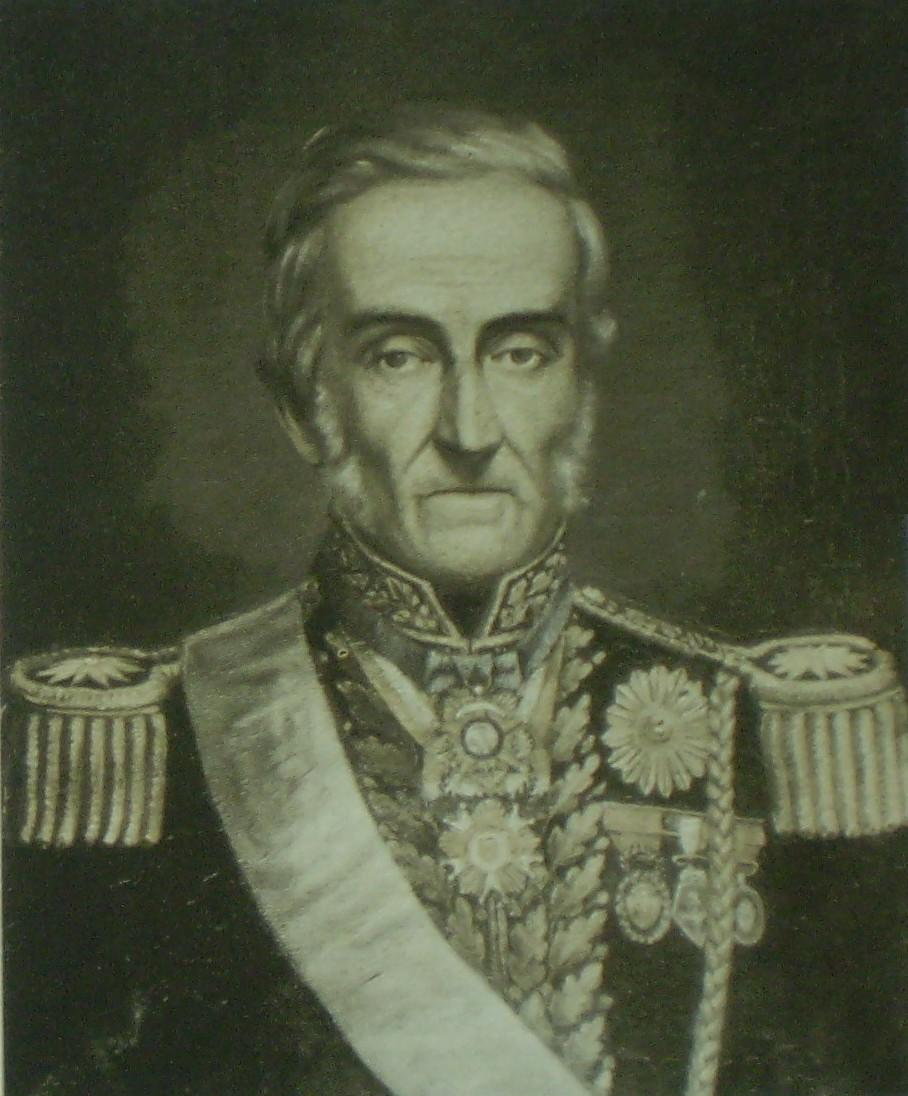
Rudecindo Alvarado